# Marzio Martelli
Marzio Martelli (Livorno, 14 dicembre 1971) è un ex tennista italiano.

## Carriera
Inizia a calcare i campi da tennis da ragazzo, frequentando il circolo Tennis Club Livorno, sotto la direzione del Maestro federale Piero Cocchella, che lo guiderà durante tutto il suo percorso giovanile e professionistico. Per molti anni, prima di approdare al professionismo, Martelli svolse in parallelo attività agonistica e quella di insegnante di tennis, disputando principalmente tornei di serie B e qualche volta tornei satelliti. Grazie al supporto del suo Maestro e di alcuni amici livornesi, riuscì ad esordire nel circuito professionistico a 24 anni, quando nel gennaio 1996 raggranellò in India i primi punti ATP. A settembre dello stesso anno, Martelli esordì nel circuito maggiore giocando il torneo di Palermo, dove superò le qualificazioni e si spinse fino in semifinale, battendo tra gli altri lo spagnolo Alberto Berasategui per 7-5, 6-2, e cedendo 6-3, 1-6, 6-2 al marocchino Karim Alami.
Nella primavera del 1997 ricevette la prima e unica convocazione in coppa Davis: nell'ambito del vittorioso confronto contro la Spagna sul veloce indoor di Pesaro, che valse all'Italia l'accesso in semifinale, Martelli giocò un incontro dell'ultima giornata, a risultato ormai acquisito, perdendo con Carlos Moya per 7-6, 4-6, 6-3. Tra quell'anno e quello successivo il tennista livornese ottenne i suoi risultati migliori; nel 1997, alla sua prima partecipazione in un torneo dello Slam, sull'erba di Wimbledon, sconfisse il tedesco Bernd Karbacher 6-4, 6-3, 6-1, prima di cedere a un altro tedesco, lo specialista dell'erba Alex Rădulescu, con il punteggio di 6-3, 7-5, 6-4. A Flushing Meadows superò un terzo tedesco, Hendrik Dreekmann (6-1, 7-6, 6-3), venendo poi eliminato da Petr Korda, quindicesima testa di serie, in tre set (6-3, 7-6, 7-6).
All'inizio della stagione successiva, in Australia, si portò avanti di un set contro Andre Agassi, ma, dopo aver perso il secondo parziale al tie-break, cedette col punteggio 
di 3-6, 7-6, 6-2, 6-2. Nel 1998 estromise dal Roland Garros Goran Ivanišević in tre tie-break per poi perdere in tre set (7-6, 6-4, 7-6) contro Filip Dewulf, semifinalista nell'edizione precedente.
Martelli chiude la carriera professionistica nel 2002, con un record di 19 partite vinte e 32 perse e come miglior ranking ATP  in singolare il numero 96, raggiunto l'8 agosto 1997.

## Statistiche

### Tornei minori

#### Singolare

##### Vittorie (2)
| Legenda tornei minori |
| Challenger (1)        |
| Futures (1)           |

| Numero | Data           | Torneo                                       | Superficie  | Avversario in finale    | Punteggio |
| 1.     | 18 giugno 2000 | Italy F6, Valdengo                           | Terra rossa | Christian Dillschneider | 7-5, 6-3  |
| 2.     | 12 agosto 2001 | Carisap Tennis Cup, San Benedetto del Tronto | Terra rossa | Salvador Navarro        | 6-4, 6-2  |